# Luisana Lopilato
Luisana Loreley Lopilato (ur. 18 maja 1987 w Buenos Aires) – argentyńska aktorka. Występowała w roli Mii Colucci w serialu Rebelde Way, który doczekał się remake'u pt. Zbuntowani. W latach 2002–2006 była członkinią zespołu Erreway. Żona Michaela Bublé.

## Filmografia
- 2010: Plumíferos jako Feifi (głos)
- 2010: Alguien Que Me Quiera jako Bianca Rivera
- 2009: Papá Por Un Día jako Julieta
- 2008: Atracción X4 jako Nina Lacalle
- 2007: El Capo jako Ornella Mastrogiuseppe
- 2006: Alma Pirata jako Allegra Riganti
- 2005: Casados Con Hijos jako Paola Argento
- 2004: Los Secretos De Papá jako Camila
- 2004: Erreway: 4 Caminos jako Mía Colucci
- 2004: Los Pensionados jako Kathy/Martina
- 2002-2003: Rebelde Way jako Mía Colucci
- 1999-2001: Chiquititas jako Luisana Maza